# Операция «Чистые руки»
Операция «Чистые руки» (итал. Mani pulite) — масштабный комплекс полицейских мероприятий и судебных процессов в Италии в 1992—1993 годах, направленный против проникновения организованной преступности (мафии) в правоохранительные органы и политическую систему, в частности – незаконного финансирования мафиозными структурами предвыборных кампаний и подкупа политиков правящей в стране коалиции «Пентопартито» во главе с Христианско-демократической и Социалистической партиями. Всепроникающая коррупция в итальянской политике, которая была раскрыта в ходе этой операции, получила название «Танджентополи» или «bribesville».
Поводом для данных мер стал критический рост мафиозной преступности. По официальным данным, в 1991 году преступными группировками было совершено 718 убийств, 822 похищения и 830 покушений, а также было зафиксировано 886 случаев запугивания представителей местных властей. Среди жертв были прокуроры и судьи. Но главной проблемой была коррупция, которая делала преступность практически непобедимой. По словам итальянского журналиста Джульетто Кьеза, правительство покровительствовало мафии, а не менее 100 депутатов были мафиози.
Результатом операции стала окончательная дискредитация режима так называемой «Первой республики», что привело к масштабным изменениям в законодательстве и устройстве правоохранительных органов, переходу от пропорциональной к мажоритарной избирательной системе и кризису традиционных политических партий (ХДП, ИСП, ИДСП, ИЛП и ИРП), которые в итоге утратили политическое влияние и перестали существовать. Крах «Пентопартито» привёл к уходу из политики и бегству в Тунис ранее влиятельного лидера ИСП Беттино Кракси, победе на досрочных парламентских выборах правой коалиции «Полюс свобод» во главе с Сильвио Берлускони и способствовал формированию двухполюсной политической системы, левоцентристское крыло которой представляли различные политические проекты Романо Проди (ИНП, «Олива», «Союз», Демократическая партия), а также ускорил процесс идеологической трансформации неофашистского Итальянского социального движения, преобразованного в 1995 году в правоконсервативный Национальный альянс.
Всего было осуждено более пяти тысяч человек. Некоторые политики и бизнесмены покончили жизнь самоубийством, желая избежать наказания.

## Начало
Инициатором операции стал вице-прокурор Милана Антонио Ди Пьетро. 17 февраля 1992 года он арестовал за получение взятки при распределении подрядов директора муниципального дома для престарелых Марио Кьеза, члена Итальянской социалистической партии. Однопартийцы предпочли дистанцироваться от арестованного, заклеймив его позором, а многолетний лидер социалистов Беттино Кракси назвал мелким жуликом. В отместку Кьеза начал давать показания на своих бывших коллег. Делом заинтересовалась пресса, привлёкшая к нему внимание общественности. Так было положено начало расследованию в отношении деятелей соцпартии, переросшее в широкомасштабную кампанию против коррупции во всей итальянской политической системе.

## Расширение антикоррупционного расследования
Расследование, начатое в Милане, быстро распространилось и на другие города. В апреле 1992 года по обвинению в коррупции были арестованы ряд итальянских промышленников и политиков из разных партий, в том числе и оппозиционных. Гротескная ситуация произошла, когда политик-социалист, увидев карабинеров, пришедших к нему домой, немедленно признался в своих преступлениях, только затем узнав, что они пришли, чтобы доставить извещение о штрафе за простое нарушение правил дорожного движения. Важную роль в быстром раскручивании операции «Чистые руки» сыграла убеждённость ведущих политиков Италии в своей безопасности, из-за чего они не стали спасать незначительных политиков, попавшихся на взятках, хищениях и злоупотреблениях. Многие из арестованных, почувствовав себя преданными, стали давать показания на других политиков, которые в свою очередь начинали сотрудничать со следствием.
Первое время «скандал Танджентополи» не оказывал серьёзное влияние на настроения избирателей. На выборах в июне 1992 года социалисты, ставшие первыми жертвами операции «Чистые руки», потеряли всего 1 % голосов. Ведущая на тот момент в Италии политическая сила — христианские демократы — хотя и показали наихудший для себя результат за всё время участия в общенациональных выборах, получив меньше 30 % голосов, но всё же остались частью правящей коалиции, сумев создать правительство вместе с социалистами, либералами и социал-демократами.
Только летом 1992 года итальянская политическая элита начала осознавать серьёзность происходящего. В июле Беттино Кракси выступил перед Палатой депутатов, призвав их к солидарности и защите от уголовного преследования депутатов его партии. Тем не менее его призыв был проигнорирован. Кракси потребовалось 5 месяцев, чтобы в полной мере понять масштаб события, но другим крупным деятелям потребовалось больше времени и к тому моменту когда они поняли опасность, грозящую им со стороны команды судей и прокуроров во главе с Ди Пьетро, было уже поздно.
2 сентября 1992 года политик-социалист Серджио Морони, обвиняемый в коррупции, покончил жизнь самоубийством. Он оставил предсмертное письмо, в котором, признав себя виновным, заявил, что совершал преступления не для своей личной выгоды, а для пользы партии и обвинил в незаконном финансировании предвыборных кампаний все партии.

## Влияние на национальную политику
После самоубийства Морони ситуация стала меняться. Во время местных выборов в декабре 1992 года христианские демократы потеряли сразу половину своих голосов. В том же месяце лидер социалистов Беттино Кракси был официально обвинён в коррупции. После того как многие политики-социалисты оказались под следствием, Кракси в конце концов ушёл в отставку с поста лидера партии.
5 марта 1993 года глава правительства социалист Джулиано Амато и министр юстиции Джованни Консо подготовили указ, согласно которому уголовная ответственность за некоторые преступления, связанные со взяточничеством заменялась административной, что по мнению итальянской общественности привело бы де-факто к амнистии для большинства обвинённых в коррупции. На фоне общественного возмущения и общенациональных митингов итальянский президент Оскар Луиджи Скальфаро отказался подписать указ, посчитав его неконституционным. Вскоре начинается расследование деятельности контролируемой правительством национальной энергетической компании Eni, руководство которой подозревалось в создании системы «чёрных фондов», через которые финансировались партии. Следственная группа Антонио Ди Пьетро тем временем продолжала свою работу, предъявляя всё новые и новые обвинения. Так, к февралю 1993 года к судебной ответственности были привлечены уже около 150 ведущих политических деятелей и бизнесменов Италии,
среди которых финансовый директор FIAT Паоло Маттиоли и главный администратор страховой компании FIAT Toro Assicurazione Антонио Москони.
25 марта 1993 года итальянский парламент ввёл мажоритарную систему на муниципальных выборах. Позже, 18 апреля, состоялся референдум, на котором подавляющее большинство избирателей высказалось за отмену существующей пропорциональной избирательной системы на выборах в парламент (в августе была введена смешанная система). Через три дня правительство Амато подало в отставку, но парламентарии не смогли сформировать новое. В результате новым премьер-министром стал бывший глава Национального банка Карло Чампи, создавший техническое правительство без участия политических партий. В это время Италию сотрясает новый скандал. 29 апреля парламент не разрешил привлечь Кракси к суду за взяточничество, де-факто заблокировав расследование в отношении него. В тот же день лидера социалистов у его дома встретила огромная толпа, закидавшая политика монетами под возмущённые крики «Беттино! Ты хочешь даже эти?!». Несколько членов нового правительства подали в отставку в знак протеста (представители ДПЛС Аугусто Барбера, Луиджи Берлингуэр и Винченцо Виско — по решению партии, Франческо Рутелли — по собственной инициативе). Неудивительно, что на новых местных выборах 6 июня 1993 года христианские демократы потерпели сокрушительное поражение, ещё раз потеряв половину своих голосов, а Социалистическая партия практически исчезла. В результате сильнейшей политической силой в Северной Италии стала Лига Севера, сумевшая аккумулировать протестные настроения и общее отвращение к существующей политической системе. Возросла популярность и левой оппозиции, в первую очередь Демократической партии левых сил (бывшие коммунисты).
В конце концов, все четыре партии, входившие в правительство в 1992 году, исчезли: Христианско-демократическая, Итальянская социалистическая, Итальянская либеральная и Итальянская демократическая социалистическая. Из всех более или менее заметных национальных партий операцию «Чистые руки» пережили только три: Демократическая партия левых сил, Итальянское социальное движение и Итальянская республиканская партия, — причём республиканцы стали единственными, сохранившими своё название, хотя и оказались на грани исчезновения.

## Суд Кузани
В 1988 году Eni и Montedison создали совместное предприятие Enimont (по 40 % акций принадлежали ENI и Montedison, 20 % акций в свободном обращении). Первоначально Montedison собиралась стать бенефициаром новой компании, сосредоточив в своих руках абсолютное большинство акций, но уже в 1990 году она продала свой пакет акций ENI за 2 805 млрд лир. Обстоятельства заключения сделки и её цена привлекли внимание правоохранительных органов и СМИ. Первыми по делу Enimont были арестованы бывший президент концерна Eni Габриэле Кальяри (итал. Gabriele Cagliari) и президент Montedison Джузеппе Гарофано. 20 июля 1993 года Гарофано начал давать показания, в тот же день Кальяри покончил с собой. Позже его жена вернула $3 000 000 незаконных средств, оставшихся от мужа. 23 июля в своём доме в Милане был найден мёртвым известный предприниматель Рауль Гардини (итал. Raul Gardini), владелец и глава группы Ferruzzi—Montedison.
Летом 1993 года начался судебный процесс, вошедший в историю как «Суд Кузани». Суд транслировался по национальному телевидению, наглядно показав итальянцам как работает коррупционная система в стране и сделав Антонио Ди Пьетро национальным героем. Процесс получил своё название по одному из фигурантов, Серджо Кузани (итал. Sergio Cusani), финансового консультанта Гардини. Хотя он и не был главной фигурой, но Кузани был связующим звеном между Гардини и ведущими политиками Италии.
Среди обвиняемых были такие известные политические деятели как Ренато Альтиссимо (секретарь Итальянской либеральной партии и бывший министр здравоохранения), Беттино Кракси (секретарь Итальянской соцпартии и председатель Совета министров Италии с 1983 по 1987), Джанни де Микелис (министр иностранных дел с 1989 по 1992), Арнальдо Форлани (бывший премьер-министр, вице-премьер правительства Кракси), Джорджио Ла Мальфа (национальный секретарь Итальянской республиканской партии), Клаудио Мартелли заместитель секретаря Социалистической партии и министр юстиции в 1991—1993), Карло Виццини (секретарь Итальянской демократической социалистической партии) и другие. Среди обвиняемых были и представители оппозиции, в частности основатель Лиги Севера Умберто Босси и бывший казначей этой партии Алессандро Пателли (оба были осуждены) и ряд членов Демократической партии левых сил (оправданы). Большое впечатление на телезрителей произвела сцена допроса Арнальдо Форлани, когда тот, отвечая на вопрос, просто сказал: «Я не помню», при этом он сильно нервничал и даже не заметил как слюна накапливается на его губах. Беттино Кракси, признав факт незаконного финансирования своей партии, заявил в своё оправдание, что «каждый делал это».
Само судебное разбирательство по делу Enimont было проведено после суда Кузани с гораздо меньшим общественным интересом.

## Расследование на других фронтах
Тем временем антикоррупционное расследование не ограничивалось только делом Enimont. Работа следователей была облегчена в ноябре 1993 года, когда следственным органам разрешили допрашивать депутатов без специального разрешения парламента. В мае 1993 года арестовали президента государственной промышленной группы Институт промышленной реконструкции (ИРИ). В даче взяток политикам признался президент корпорации Olivetti. 2 сентября 1993 года был арестован миланский судья Диего Курто (итал. Diego Curtò). 11 февраля 1994 года в коррупции был обвинён издатель газеты «Джорнале» Паоло Берлускони. 21 апреля того же года обвинения в коррупции были предъявлены 80 финансовым полицейским и 300 промышленникам.
В начале июля 1994 года в Милане начат судебный процесс, получивший название «процесс над Первой республикой» из-за большого количества высокопоставленных политиков, привлечённых к ответственности. Обвинения были предъявлены 32 политикам, среди которых были Беттино Кракси, бывшие министры Арландо Мартинелли и Джанни Де Микелис. В том же месяце в течение одной ночи были арестованы 49 сотрудников финансовой полиции. Продолжались аресты и среди бизнесменов. Неожиданно следователи столкнулись с серьёзным препятствием.
27 марта 1994 года состоялись досрочные парламентские выборы. Победу на них неожиданно для многих одержала новая партия, «Вперёд, Италия», созданная незадолго до этого известным итальянским телемагнатом Сильвио Берлускони. Многие думают, что владелец футбольного клуба «Милан» пошёл в политику, пытаясь таким образом защититься от возможных обвинений в коррупции. После выборов коалиция партий, созданная Берлускони, в которую вошли неофашисты и Лига Севера, имея 366 из 630 мест в парламенте, смогла сформировать правительство. 13 июля 1994 года правительство Берлускони санкционировало освобождение из-под стражи 1165 человек, арестованных по обвинению в коррупции. Кроме того, было запрещено арестовывать лиц, подозреваемых в коррупции. Это решение было принято в тот день, когда сборная Италии победила в полуфинале чемпионата мира по футболу в США. Впрочем, надежды, что общество будет занято исключительно футболом и предстоящим финалом, не оправдались. Против действий Берлускони выступила не только оппозиция, но и его союзники по правящей коалиции. Усугубил ситуацию и ультиматум, предъявленный следственной бригадой миланской прокуратуры, которая пригрозила уйти в отставку в полном составе. Берлускони пришлось пойти на попятную.
Вскоре был выдан ордер на арест сразу 23 предпринимателей и офицеров финансовой полиции. Среди задержанных был и С. Шьяша, финансовый директор главной компании Берлускони «ФинИнвест». Арестованный признался, что неоднократно подкупал финансовых полицейских, причём деньги на взятки ему передавал лично Паоло Берлускони, младший брат премьера. 28 июля Паоло Берлускони был вновь арестован.

## Война Берлускони и Ди Пьетро
Арест Паоло Берлускони положил начало конфликту между его старшим братом и главным в Италии борцом с коррупцией, получивший название «война Берлускони и Ди Пьетро». В то время как миланские следователи вели расследование в отношении компаний Берлускони, правительство активно искало нарушения в деятельности миланского судьи. Любое, даже самое мелкое и формальное нарушение допущенное бригадой Ди Пьетро тут же раздувалось политиками и журналистами связанными с Берлускони, пытавшихся посеять среди итальянских избирателей неуверенность и сомнение в работе следователей и тем самым скомпрометировать и их и плоды их деятельности. Итогом стал уход Ди Пьетро в отставку 6 декабря 1994 года. Впрочем победа Берлускони далась недёшево, ему пришлось под угрозой вынесения вотума недоверия досрочно сложить свои полномочия. 17 января 1995 года власть перешла в руки технического правительства Ламберто Дини. Отставками Ди Пьетро и Берлускони дело не кончилось.
В течение 1995 года миланскому судье несколько раз предъявлялись обвинения в оказании давления на подозреваемых, получении взяток, профнепригодности и превышении служебных полномочий, впрочем все они впоследствии были сняты. Позже было установлено, что Фабио Саламоне, который в основном и занимался расследованием деятельности Ди Пьетро в те времена, был братом человека, против которого Антонио Ди Пьетро возбудил уголовное дело и добился его осуждения по обвинениям в коррупции. Что интересно, после того как Саламоне перевели на другую работу, он возбудил дело в отношении Паоло Берлускони и Чезаре Превити (бывший менеджер Фининвест, министр обороны в первом правительстве Берлускони) по обвинению в заговоре против Ди Пьетро. Позже прокурор, сменивший Саламоне, закрыл это дело. Сумев доказать беспочвенность всех обвинений против себя Антонио Ди Пьетро начал политическую карьеру, создав в 1998 году центристскую партию «Италия ценностей» (итал. Italia Dei Valori).
Убрав своего врага, Берлускони не сумел избавиться от обвинений в свой адрес. В мае 1995 года был арестован Марчелло Дель Утри, президент рекламной компании Берлускони «Публитали». Дело против него и возглавляемой им компании было готово к рассмотрению в суде. В это время министр юстиции Филиппо Манкузо инициирует ряд проверок в отношении членов бывшей бригады Ди Пьетро. В то время как одни говорили, что Манкузо защищает гражданские права и конституционные ценности, другие обвиняли министра в попытке развала дела о коррупции. 14 октября 1995 года судья Фабио Панарелла признал необходимым привлечь Берлускони к суду.

## Продолжение расследования
Несмотря на уход Ди Пьетро и многочисленные помехи антикоррупционное расследование продолжалось. К 1996 году под следствием было более 3 000 человек, из них около 900 успели предстать перед судом. Так, 12 марта 1996 года был арестован римский судья Р. Сквилланте. В мае суд признал, что бывший министр внутренних дел, христианский демократ Антонио Гава был связан с неаполитанской мафией. 15 сентября арестовали управляющего итальянской железной дорогой Лоренцо Неччи и банкира А. П. Баталья.
В конце 1997 года уже римская прокуратура обвинила в злоупотреблении служебным положением премьер-министра Романо Проди. В 1993 году, во время приватизации продовольственной компании «Чирио», он возглавлял административный совет Института промышленной реконструкции, чьей дочкой «Чирио» в то время являлась. 7 июля 1998 года был продолжен процесс над С. Берлускони по обвинению в подкупе финансовой полиции. Впрочем адвокатам политика удалось добиться его оправдания.

## Результаты операции
В ходе операции «Чистые руки» были арестованы 1456 бизнесменов, государственных чиновников и политических деятелей, привлечены к следствию 3026 предпринимателей, чиновников и политиков, в том числе 251 член парламента (депутаты имели иммунитет и не подлежали аресту) и четверо бывших премьер-министров. 10 подозреваемых совершили самоубийство во время расследования.